# Jost Van Dyke
Het eiland Jost Van Dyke is met 8,34 vierkante kilometer het kleinste van de vier hoofdeilanden van de Britse Maagdeneilanden. Jost Van Dyke ligt ongeveer acht kilometer ten noordwesten van Tortola en acht kilometer ten noorden van Saint John.
Net als het overgrote deel van de omringende eilanden is Jost Van Dyke van oorsprong een bergachtig vulkanisch eiland. Het hoogste punt van het eiland is Majohnny Hill, 321 meter boven de zeespiegel.

## Geschiedenis
Volgens de overlevering is Jost Van Dyke waarschijnlijk het eerst ontdekt door Christoffel Columbus in 1493, tijdens zijn tweede reis. De bewering dat het eiland zijn naam te danken heeft aan de Nederlandse piraat Joost van Dyk, die de havens op het eiland gebruikte om zich te verschuilen, is aannemelijk. Naar verluidt had hij zich op het eiland gevestigd nadat hij in 1625 door de Spanjaarden verjaagd was van Tortola. Het eigendom van het eiland was onduidelijk tot het in 1680 aan het Verenigd Koninkrijk werd toegekend.
In het begin van de 18e eeuw werden suikerrietplantages op het eiland gesticht door Quakers, maar het eiland was zeer dunbevolkt met een kleine groep inheemsen, bevrijde slaven en een paar planters in de hoger gelegen gebieden. In de 19e eeuw was de economie gebaseerd op zelfvoorzieningslandbouw, visserij en botenbouw.
In 2017 werd Jost Van Dyke zwaar getroffen door orkaan Irma. De bar Foxy's had het dak verloren, maar de generatoren, koelkast en keuken functioneerden nog. Het werd door de eilandbewoners gebruikt als commando centrum, alle voedsel werd verzameld en twee keer per dag werd er voor de bevolking gekookt. Er werd wel geklaagd dat het eiland door de overheid was vergeten.
Ondanks de geringe grootte van het eiland kent het eiland een aantal beroemde inwoners, waaronder William Thornton, architect van het Capitool in Washington, en John C. Lettsome, oprichter van de London Medical Society.

## Demografie en toerisme
Het aantal inwoners bedroeg in 1991 slechts 140. Aan het einde van de jaren negentig echter groeide het aantal inwoners gestaag door de aanleg van geasfalteerde wegen en een elektriciteitsnetwerk. In 2010 telde Jost Van Dyke 298 inwoners.
Jost Van Dyke kent jaarlijks talloze bezoekers, die het eiland via boten vanaf Tortola en Saint Thomas betreden. De grootste toeristische trekpleister is Great Harbour. 
White Bay Beach is het belangrijkste strand en ligt ten westen van de haven van Great Harbour. Het is bekend om zijn bars en restaurants die aan het strand liggen. Het heeft wit zand en een redelijk rustige zee. De feestachtige stemming rond de bars maken het minder geschikt voor kinderen.
In het oosten van het eiland ligt Little Harbour, een visserdorpje dat zich heeft gespecialiseerd in zeekreeften. In 2003 werd een ontziltingsinstallatie gebouwd bij Little Harbour en heeft het eiland beschikking over een waterleiding.
In het noordoosten van het eiland ligt Bubbly Pool, een meertje achter een opening in de rotsachtige kust. Het wilde water van de Atlantische Oceaan veroorzaakt een natuurlijk bubbelbad. Bij stormachtig weer kan de stroming gevaarlijk zijn, en kan de pool niet worden gebruikt.

## Galerij

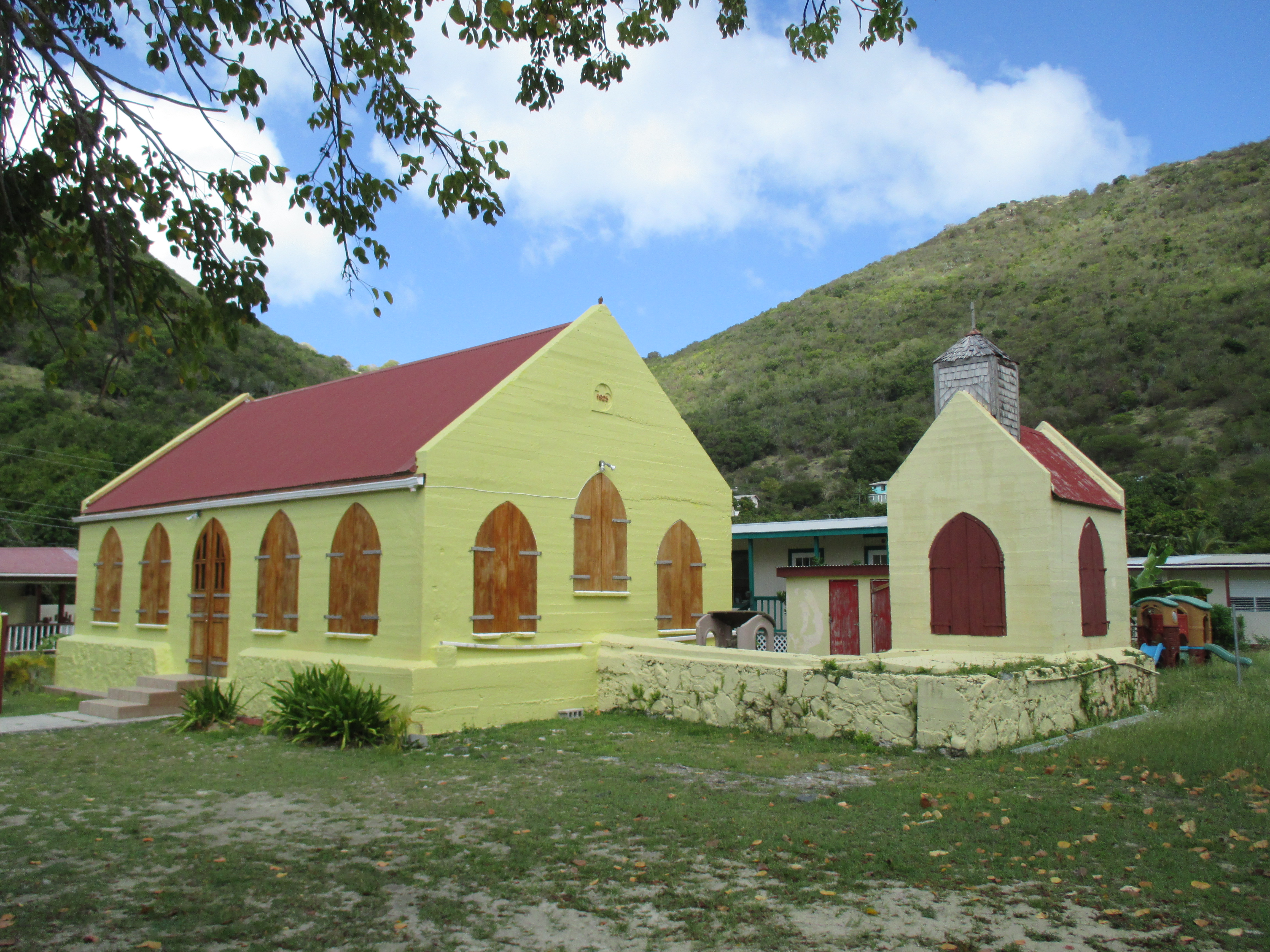
Methodistenkerk
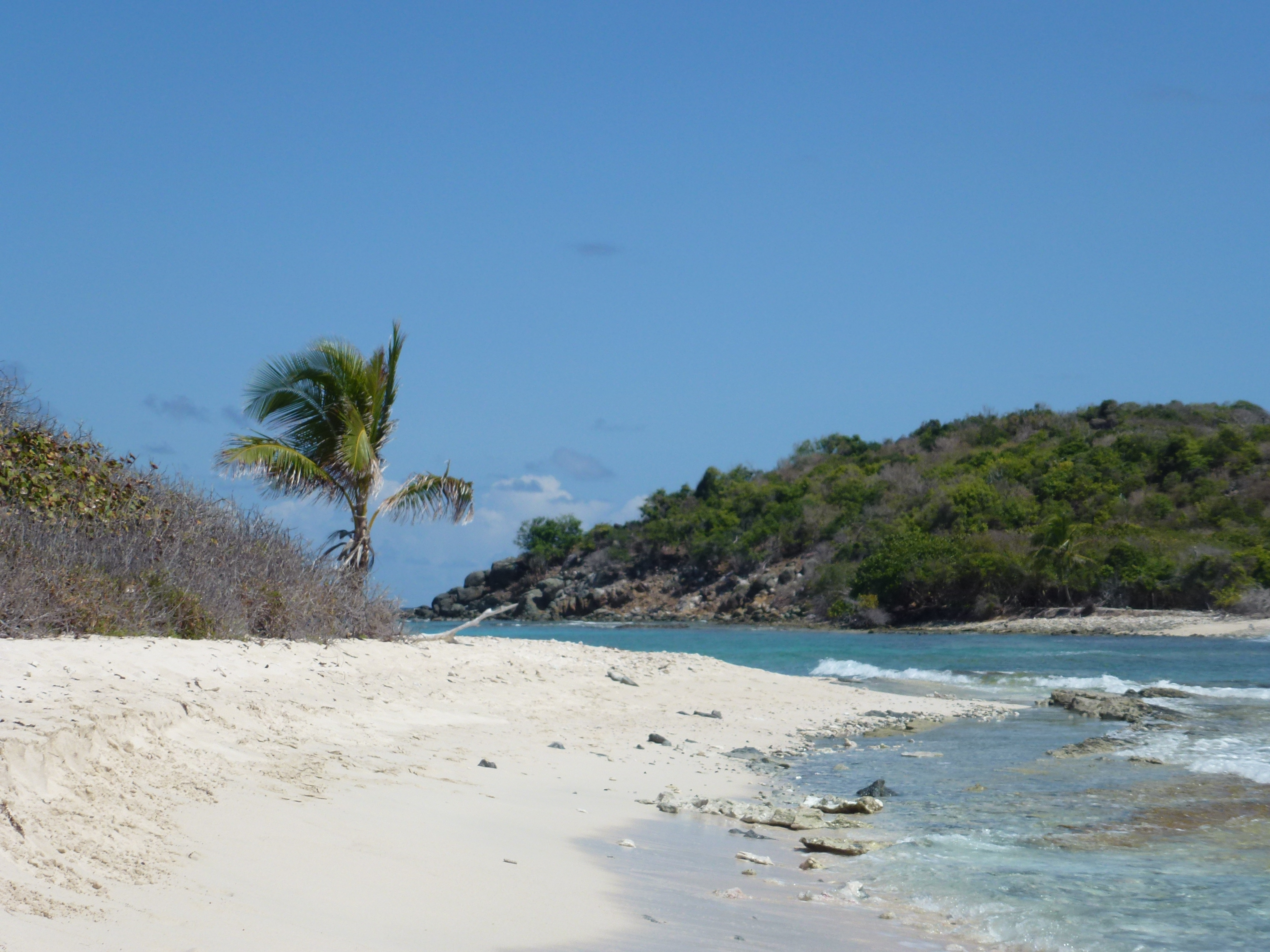
Strand van Sandy Spit
Bubbly Pool
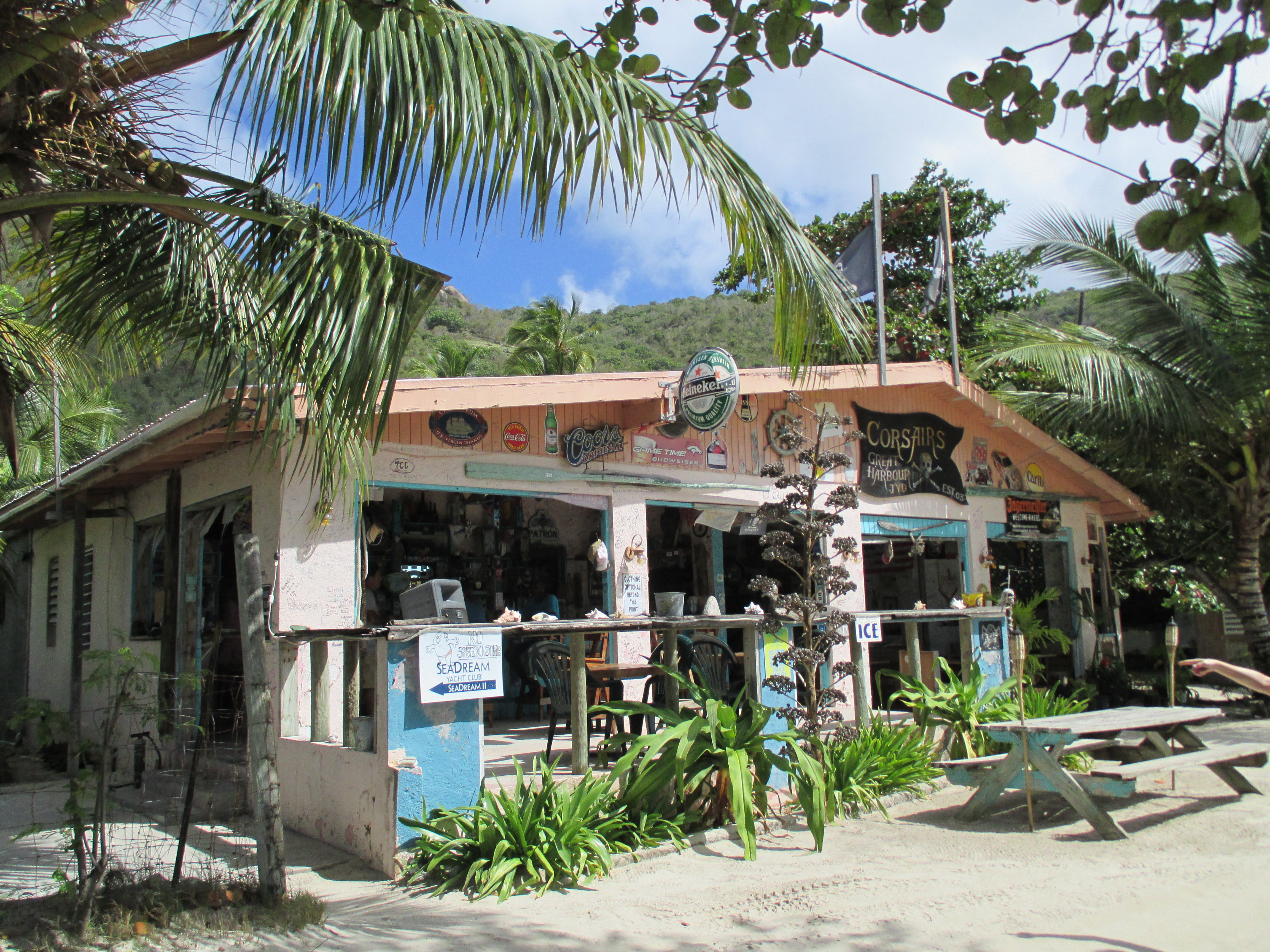
Bar-restaurant in Great Harbour

- National Archives and Records Administration: 10037001
- Virtual International Authority File: 315168031

Anegada · Beef Island · Cooper Island · Dead Chest Island · Frenchman's Cay · Ginger Island · Jost Van Dyke · Necker Island · Norman Island · Peter Island · Salt Island · Tortola · Virgin Gorda